# Hazelwormsalamander
De hazelwormsalamander (Phaeognathus hubrichti) is een salamander uit de familie longloze salamanders of Plethodontidae.

## Naamgeving
De soort werd voor het eerst wetenschappelijk beschreven door Richard Highton in 1961. Het is de enige soort uit het monotypische geslacht Phaeognathus. De soortaanduiding hubrichti is een eerbetoon aan Leslie Raymond Hubricht.
De soort moet niet verward worden met Plethodon hubrichti, die dezelfde soortaanduiding draagt en verwant is.

## Verspreiding en habitat
De hazelwormsalamander komt voor in Noord-Amerika en is endemisch in de Verenigde Staten. De salamander komt alleen voor in de staat Alabama. De salamander leeft ondergronds, waar zich vrijwel het gehele leven afspeelt. Er is daardoor weinig over de levenswijze bekend.

## Levenswijze
De salamander doet er betrekkelijk lang over om de volwassenheid te bereiken, zo'n vier tot zes jaar. Uit een ander onderzoek bleek dat het dier tot 11 jaar oud kan worden.